# Horário político

Exemplo de aviso usado por emissoras de televisão brasileiras, avisando a exibição do horário eleitoral.

O horário político, guia eleitoral, horário eleitoral gratuito (português brasileiro) ou direito de antena ou tempo de antena (português europeu) é um espaço reservado por lei, dentro das programações de televisão e rádio, para propaganda eleitoral dos candidatos concorrentes, a fim de cada um apresentar seus projetos de governo.

## No Brasil
No Brasil, durante o período eleitoral, o horário eleitoral gratuito é exibido simultaneamente em todas emissoras de TV aberta e de rádio AM e FM do país, incluindo as comunitárias. Seus streamings não são obrigados a retransmitir o guia. Ele foi instituído pela lei Nº 4.737, de 15 de julho de 1965, que criou o Código Eleitoral Brasileiro. Atualmente, o horário eleitoral é regulamentado pela Lei nº 9.504/97 com alterações baseadas na Lei nº 13.165/2015. Uma curiosidade é que a lei não considera como obrigatória a participação direta do candidato na sua própria propaganda. Assim, o tempo de propaganda pode ser preenchido com diferentes recursos publicitários previstos, tais como caracteres com propostas, fotos, jingles e clipes com música ou vinhetas. A norma ainda prevê a participação de apoiadores, que poderão dispor de até 25% do tempo de cada programa ou inserção, sendo vedadas montagens, trucagens, computação gráfica, desenhos animados e efeitos especiais.
Atualmente, a propaganda eleitoral gratuita é veiculada em dois períodos:
Eleições municipais
- TV: das 13h às 13h10 e das 20h30 às 20h40 (ambos os turnos)
- Rádio: das 7h às 7h10 e das 12h às 12h10 (ambos os turnos)

Eleições gerais (Estadual/Distrital e Presidencial)
- TV: das 13h às 13h25 e das 20h30 às 20h55.(1.º turno); das 13h às 13h20 e das 20h30 às 20h50 (2.º turno);
- Rádio: das 7h às 7h25 e das 12h às 12h25 (1.º turno); das 7h às 7h20 e das 12h às 12h20 (2.º turno);

Anúncios gratuitos isolados também são veiculados ao longo do dia, como inserções na programação normal da emissora. Esse tipo de propaganda ocorre durante os 35 dias que antecedem o dia anterior à véspera da eleição. As mudanças foram feitas com base na Lei 13.165/2015.
O termo "gratuito", na prática, refere-se apenas aos partidos e seus candidatos. As emissoras, embora não sejam remuneradas diretamente pelas propagandas, ganham descontos no imposto de renda por cederem espaços em sua grade para essas inserções.
No caso de ser escolhido o(a) prefeito(a) no primeiro turno, não há a exibição da propaganda eleitoral. Nas Eleições Gerais é exibida propaganda nessas cidades apenas para Presidente (se tiver Segundo Turno nessa posição).

### Tempo

#### Eleições gerais
Desde a reforma eleitoral de 2015, o horário de propaganda eleitoral, é dividido da seguinte forma:
- Os candidatos a presidente tem direito a 12 minutos e 30 segundos de exposição por bloco, o mesmo aplicando-se à propaganda para deputado federal;
- Os candidatos a governador, quando há a renovação do senado em um terço, tem 10 minutos por bloco, o mesmo aplica-se à propaganda para deputado estadual. Quando há a renovação de dois terços do senado, os candidatos a governador têm direito a 9 minutos por bloco, o mesmo aplica-se à propaganda para deputado estadual;
- Os candidatos ao Senado Federal têm 5 minutos por bloco quando há a renovação de um terço do senado. Quando há a renovação de dois terços do senado, os candidatos têm 7 minutos por bloco.

#### Eleições municipais
Até as eleições municipais de 2012, às segundas, quartas e sextas havia o horário para candidatos às prefeituras das cidades, com duração de 30 minutos. As propagandas para vereador aconteciam às terças, quintas e sábados, também com duração de 30 minutos.
Com a Lei nº 13.165/2015 (a chamada reforma eleitoral de 2015), a duração foi encurtada para dois blocos diários de 10 minutos e apenas o horário dos candidatos a prefeito vai ao ar diariamente (segunda a sábado). Além dos blocos, os partidos terão direito a 70 minutos diários, que serão distribuídos entre os candidatos a prefeito (60%) e vereadores (40%), para divulgação de inserções. As inserções com duração de 15 segundos, que existiam até as eleições municipais de 2012, agora não serão mais permitidas, dando espaço apenas para opções entre inserções de 30 ou 60 segundos.
Além disso, foram alteradas as regras relativas à propaganda eleitoral antecipada, ou seja, aquela que ocorre antes do prazo final para registro de candidatura. A propaganda eleitoral, que podia ser iniciada a partir de 5 de julho, agora só terá início no dia 15 de agosto. Porém, com essa nova regra, a participação de um pré-candidato em entrevistas, programas, encontros ou debates no rádio, na televisão e na internet, passa a não ser mais classificada como propaganda eleitoral antecipada.

#### Nos distritos e territórios federais
Durante as eleições municipais, todos os municípios, de todos os estados, elegem seus representantes para os cargos de vereador e de prefeito. Porém, quem mora no Distrito Federal e no arquipélago de Fernando de Noronha, subordinado ao estado de Pernambuco, só vota em eleições para presidente, governador, senadores, deputados federais e distritais. Ao eleger um governador, a população desses locais elege quem exerce as funções de um administrador de estado e de município. Dessa maneira, na época de eleições municipais no país, não há o horário eleitoral gratuito no Distrito Federal, e as emissoras seguem normalmente com as suas programações. No caso de Fernando de Noronha, as retransmissoras de TV instaladas no arquipélago repetem a propaganda eleitoral dos municípios de suas respectivas geradoras em Pernambuco (caso da TV Globo Pernambuco e da TV Jornal Interior) ou, no caso daquelas que são recebidas via satélite, a propaganda eleitoral ou slide de espaço reservado veiculado no sinal via satélite da respectiva rede.

### Propaganda partidária
Nos anos em que não havia eleição, os partidos se revezavam para exibir inserções próprias e obrigatórias nos intervalos das grandes redes de rádio e TV, sempre nas faixas entre 19h (nas rádios, 20h) e 22h, e todas as quintas-feiras e algumas terças-feiras, no horário das 20h (rádio) e 20h30 (TV), com tempo entre 5 e 10 minutos na televisão e 10 e 15 minutos no rádio, variando de acordo com a quantidade de filiados e o tamanho da bancada dos partidos na Câmara dos Deputados. Essas propagandas podiam ser nacionais ou regionais, a critério dos partidos. Com a reforma da lei eleitoral, elas foram veiculadas pela última vez em 2017.
Em 2021, o Congresso Nacional aprovou a retomada da propaganda partidária obrigatória, que foi sancionada pelo presidente Jair Bolsonaro em 4 de janeiro de 2022. No novo texto, a veiculação das propagandas passou a ser apenas através de inserções de 30 segundos no horário nobre, entre 19h30 e 22h30, sendo um máximo de 3 inserções na primeira hora (19h30-20h30) e na segunda hora (20h30-21h30) e máximo de 4 inserções na terceira hora (21h30-22h30), com um intervalo mínimo de 10 minutos entre ambas, seja em caráter nacional ou estadual, pelo período de um semestre (exceto o segundo semestre de um ano eleitoral).
A divisão da quantidade de inserções por partido ou federação fica condicionada ao número de deputados federais eleitos pelos mesmos na última eleição geral, ficando excluídas as agremiações que estão na cláusula de barreira adotada na reforma eleitoral de 2017, e é distribuída da seguinte forma:
- Partidos/federações que elegeram mais de 20 deputados = tempo total de 20 minutos (40 inserções) por semestre em rede nacional e estadual
- -Apenas no primeiro semestre de 2022: PT, PL, PDT, PSD, MDB, Republicanos, PSDB, União Brasil, PP e PSB.
- -A partir de 2023: PL, PT, PSD, PP, MDB, Republicanos e União Brasil.
- Partidos/federações que elegeram entre 10 e 20 deputados = tempo total de 10 minutos (20 inserções) por semestre em rede nacional e estadual;
- -Apenas no primeiro semestre de 2022: PSOL, PCdoB, Podemos, Solidariedade e PTB.
- -A partir de 2023: PDT, PSB, Podemos, PSOL e PSDB.
- Partidos/federações que elegeram até 9 deputados = tempo total de 5 minutos (10 inserções) por semestre em rede nacional e estadual.
- -Apenas no primeiro semestre de 2022: Cidadania, PV, Partido Novo, Avante, Patriota, PROS e PSC.
- -A partir de 2023: Rede Sustentabilidade, PCdoB, PV, Cidadania, Solidariedade  e Avante.

### Crime na internet
A partir das eleições de 2016, segundo o artigo 57-A da Lei n° 9.504/1997, será considerado crime contratar direta ou indiretamente um grupo de pessoas especificamente para emitir mensagens ou comentários na internet com a intenção de difamar algum candidato, partido ou coligação. A pena é a detenção de 2 a 4 anos e multa de R$15 mil à R$50 mil, e poderá ser aplicada tanto para o contratante quanto para o contratado.

## No mundo
Alguns países dividem igualmente entre os partidos o tempo disponível de Horário Político, como França, Grã-Bretanha e Dinamarca. Outros, como a África do Sul e Namíbia, dividem uma parte igualmente, e o resto por critérios de popularidade, de acordo com o desempenho do partido em eleições anteriores, tamanho de bancadas, desempenho nas pesquisas e número de candidatos. No México, 30% do tempo de TV é distribuído igualmente, independentemente do tamanho de cada legenda ou desempenho na eleição anterior. Os 70% restantes são alocados conforme o desempenho na última eleição. Na Espanha, o tempo é distribuído de acordo com o desempenho na eleição anterior. Na França, a fórmula é dividir o tempo de TV igualmente entre todos os presidenciáveis. Na Dinamarca, o tempo também é dividido por igual, mas um partido precisa ter ultrapassado certo número de votos na eleição anterior para participar do horário gratuito. Na maior parte dos países da África, apenas as TVs estatais veiculam o horário gratuito. Países como Nigéria, Libéria e Botswana obrigam as TVs estatais a veicularem propaganda política. Em Barbados, Canadá e Montenegro, o sistema é misto - os partidos ganham tempo gratuito e, além disso, podem comprar espaço adicional em TV ou rádio.